# Ясы-Дук
Ясы-Дук — река в России. Протекает в Чеченской Республике по территории Дуба-Юртовского сельского поселения Шалинского района. Приток реки Басс (Джалка). Длина реки составляет 15 км, площадь водосборного бассейна — 36,8 км².

## Данные водного реестра
По данным государственного водного реестра России относится к Западно-Каспийскому бассейновому округу, водохозяйственный участок реки — Сунжа от города Грозный до впадения реки Аргун. Речной бассейн реки — Реки бассейна Каспийского моря междуречья Терека и Волга.
Код объекта в государственном водном реестре — 07020001212108200006105.